# Selasphorus calliope
O beija-flor-calíope, beija-flor-de-garganta-rajada ou colibri-calíope (Selasphorus calliope, sin. Stellula calliope) é uma espécie de ave da família Trochilidae. É encontrada no América do Norte.